# Université privée Tunis Carthage
L'Université Tunis Carthage (arabe : جامعة تونس قرطاج) ou UTC est une université privée tunisienne située à La Soukra, une banlieue résidentielle proche de Tunis. Fondée en 1993, elle fait partie des établissements d'enseignement supérieur privé les plus anciens du pays.
Tous les diplômes délivrés par l'UTC sont reconnus par le ministère de l'Enseignement supérieur et de la Recherche scientifique et à l'échelle internationale.

## Histoire
L'UTC créé la première école privée d'architecture en Tunisie en 1999.

## Écoles et diplômes

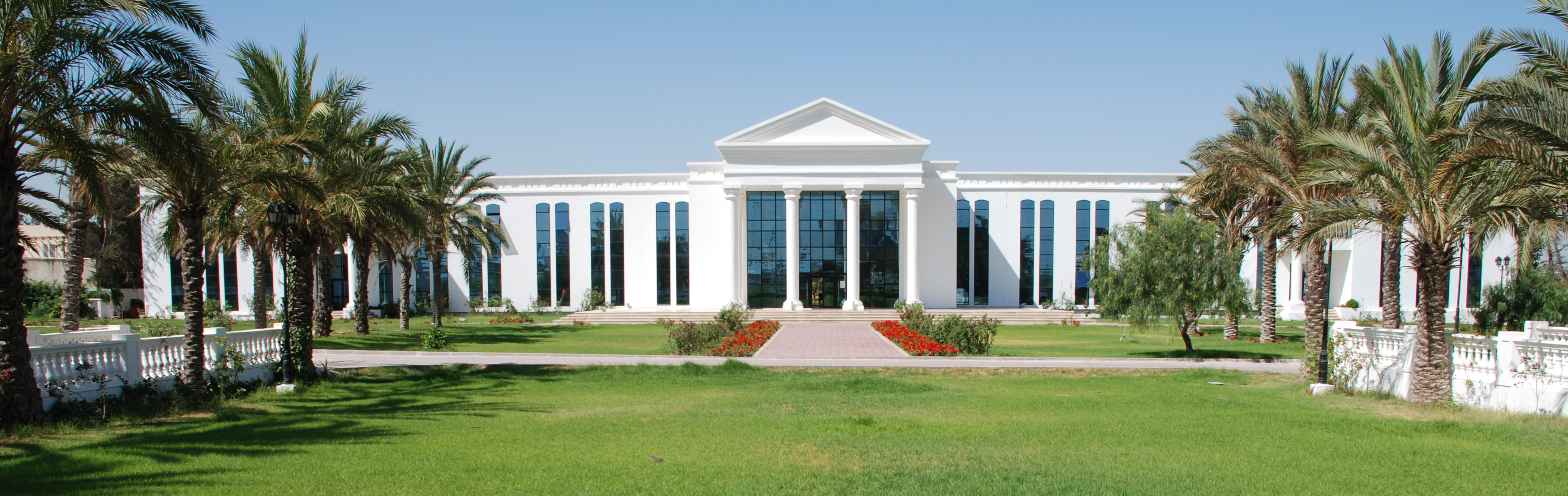
Bâtiment principal de l'université

### Écoles
L'UTC comprend deux écoles, unités de formation et de recherche :
- la Carthage School of Science and Engineering (départements d'architecture et de design) ;
- la Carthage Business School.

### Diplômes
L'UTC offre les filières suivantes :
- un diplôme national d'architecte obtenu après six ans d'études et permettant l'inscription à l'Ordre national des architectes ;
- une licence fondamentale en design, espace et architecture d'intérieur ;
- une licence appliquée en administration des affaires ;
- une licence en hautes études commerciales ;
- une licence en finance ;
- un master en direction administrative et financière en coopération avec l'université de Savoie ;
- un MBA en administration des entreprises de l'université de Versailles[2] ;
- un master en finance et marchés boursiers.

## Forums et innovations
L'université Tunis Carthage joue un rôle de leader et d'innovateur dans le domaine de l'enseignement supérieur en Tunisie et en Afrique du Nord. L'UTC organise de nombreux forums et manifestations internationales attirant des professeurs d'universités tunisiennes, américaines et européennes, des chercheurs et des hauts cadres. Les sujets abordés ont trait à l'économie, au management, à l'informatique et à l'architecture :
- Forum international sur le Knowledge Management[5] avec la participation de :
  - Katia Passerini, Institut de technologie du New Jersey, États-Unis
  - Murray Jennex, université d'État de San Diego, États-Unis
- Forum international sur la performance globale de l'entreprise avec la participation de :
  - Yvon Pesqueux, titulaire de la chaire « Développement des systèmes d'organisation » ;
  - Zeineb Ben Ammar Mamlouk, responsable de l'unité de recherche ETHICS ;
  - Didier Stéphany, directeur du département « Développement durable » d'AGAMUS Consult ;
  - Jamila Ysati, professionnelle de la communication et enseignante à l'université de Metz ;
  - Olivier Zara, président fondateur d'Axiopole ;
  - Jamel Gharbi, maître de conférences à l'université du Littoral-Côte-d'Opale ;
  - Hervé Serieyx, vice-président du conseil de surveillance du groupe Quartenaire.
- Henri Ciriani sur le thème « L'objectif de la modernité est de construire la liberté »[6].
- Henri Gaudin sur le thème « Espace et architecture » avec la participation de :
  - Serge Degallaix, ambassadeur de France à Tunis ;
  - Jean-Pierre Le Dantec, ingénieur de l'École centrale et architecte, professeur et ancien directeur de l'École nationale supérieure d'architecture de Paris-La Villette ;
  - Marguerite Djerbi, architecte, professeur d'architecture et coordinatrice du département à l'UTC[7],[8].

Une exposition et une conférence sur l'architecture des mosquées de Djerba et l'habitat berbère du Sud tunisien sont organisées à l'UTC en octobre 2014 par le professeur et architecte Stanley Ira Hallet.

## Salle de marchés académique
L'UTC inaugure la première salle de marchés académique en Tunisie et la plus grande en Afrique le 2 juillet 2015, en présence de son président, Khaldoun Ben Taarit, et de l'ancien ministre des Finances et parrain de l'opération, Jalloul Ayed. Unique en Tunisie, elle représente un acquis important pour les étudiants de la Carthage Business School ainsi que pour la communauté financière de la Tunisie.

## Culture populaire
Les séries Njoum Ellil et Achek Assarab sont tournées à l'université Tunis Carthage.